# José Avelino Bettencourt
José Avelino Bettencourt (ur. 23 maja 1962 w Velas na Azorach, w Portugalii) – kanadyjski duchowny katolicki pochodzenia portugalskiego, arcybiskup, nuncjusz apostolski.

## Życiorys
29 czerwca 1993 otrzymał święcenia kapłańskie i został inkardynowany do archidiecezji Ottawa. W 1997 rozpoczął przygotowanie do służby dyplomatycznej na Papieskiej Akademii Kościelnej. Służbę w dyplomacji watykańskiej rozpoczął w 1999 jako chargé d’affaires, a następnie sekretarz nuncjatury w Demokratycznej Republice Konga. Od 2002 był pracownikiem Sekcji ds. Relacji z Państwami w Sekretariacie Stanu Stolicy Apostolskiej.
14 listopada 2012 został mianowany przez Benedykta XVI szefem protokołu dyplomatycznego Stolicy Apostolskiej, zastępując na tym stanowisku arcybiskupa Fortunatusa Nwachukwu.
26 lutego 2018 papież Franciszek mianował go nuncjuszem apostolskim oraz arcybiskupem tytularnym Aemony. W marcu 2018 został akredytowany nuncjuszem w Armenii i Gruzji. Święcenia biskupie otrzymał 19 marca 2018 w bazylice św. Piotra w Rzymie. Głównym konsekratorem był papież Franciszek.
30 sierpnia 2023 został mianowany nuncjuszem apostolskim w Kamerunie i Gwinei Równikowej.